# Catedral de María Auxiliadora (Shillong)
La catedral de María Auxiliadora es un edificio religioso en Shillong, Meghalaya en el país asiático de la India. Es la catedral de la arquidiócesis de Shillong que cubre las montañas Khasi y Jaintia de Meghalaya. La catedral es el principal lugar de culto de los más de 300.000 fieles católicos de la arquidiócesis de Shillong en Meghalaya. La arquidiócesis como muchas de su tipo es una diócesis o área bajo la jurisdicción de un arzobispo. En total, hay 33 distritos de la iglesia o parroquias de la arquidiócesis de Shillong. La iglesia catedral fue construida hace más de 50 años, en 1936.
Dado que también tiene el estatus de catedral - el asiento o sede del obispo - es conocida como iglesia catedral. Este lugar de culto se encuentra en el mismo lugar en que fue erigida en 1913 la primera iglesia, construida por sacerdotes alemanes, la iglesia del Divino Salvador, que fue la primera iglesia de lo que entonces era la misión de Assam. Fueron los Padres Salvatorianos de Alemania los primeros misioneros católicos en estas colinas.
Ese edificio anterior -tenía una estructura de madera y fue destruido por un incendio el Viernes Santo del 10 de abril de 1936.
La nueva iglesia se terminó en octubre de 1936.